# Jiří Iliek
Jiří Iliek é um desportista checoslovaco que competiu no ciclismo na modalidade de pista, especialista na prova de tandem.
Ganhou duas medalhas no Campeonato Mundial de Ciclismo em Pista, prata em 1989 e bronze em 1988.

## Medalheiro internacional
| Campeonato Mundial | Campeonato Mundial | Campeonato Mundial | Campeonato Mundial |
| Ano                | Lugar              | Medalha            | Competição         |
| ------------------ | ------------------ | ------------------ | ------------------ |
| 1988               | Gante ( Bélgica)   | Medalha de bronze  | Tandem (A)         |
| 1989               | Lyon ( França)     | Medalha de prata   | Tandem (A)         |